# Марк Метилий Аквиллий Регул
Марк Метилий Аквиллий Регул Непот Волузий Торкват Фронтон (лат. Marcus Metilius Aquillius Regulus Nepos Volusius Torquatus Fronto) — римский политический деятель середины II века.
Регул происходил из Транспаданской области в Северной Италии и был патрицием. По всей видимости, его отцом был консул-суффект 123 года Публий Метилий Секунд. До преторства Регул занимал должности префекта Латинского праздника, монетного триумвира и квестора. В 157 году он стал ординарным консулом. Его коллегой был Марк Веттулен Цивика Барбар. Кроме того, Регул был авгуром, коллинским салием и жрецом рода Флавиев.